# 蒙索容
蒙索容（法語：Montsaugeon，法語發音：[mɔ̃soʒɔ̃]）是法国上马恩省的一个旧市镇，属于朗格勒区。2016年，蒙索容与临近的2个市镇合并为新市镇勒蒙索若奈。

## 地理
蒙索容（47°39'57"N, 5°18'32"E）面积6.32 平方千米，位于法国大東部大區上马恩省，该省份为法国东北部内陆省份，北起马恩省和默兹省，西接奥布省，西南接科多尔省，东南接上索恩省，东临孚日省。
与蒙索容接壤的市镇（或旧市镇、城区）包括：舒瓦耶-达尔德奈、多马里安、伊索姆、勒蒙索若奈、沃苏索比尼。

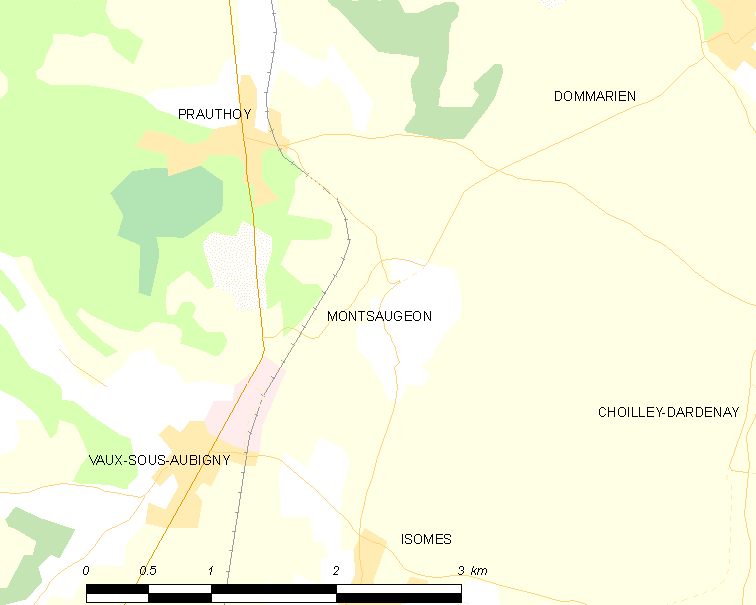
蒙索容的OSM定位图

蒙索容的时区为UTC+01:00、UTC+02:00（夏令时）。

## 行政
蒙索容的邮政编码为52190，INSEE市镇编码为52340。

## 政治
蒙索容所属的省级选区为维勒居西安勒拉克县。

## 人口

1962-2008年间蒙索容人口变化图示

蒙索容于2018年1月1日时的人口数量为85人。